# Cucciolo (film)
Pour les articles homonymes, voir Cucciolo.
Pour plus de détails, voir Fiche technique et Distribution.
Cucciolo est une comédie italienne réalisée par Neri Parenti et sortie en 1998.

## Synopsis
Massimo, surnommé Mimmo, redouble sa classe pour la énième fois, et se trouve bien avec des enfants de 12 ans, tout en continuant d'habiter chez ses parents, alors qu'il a 42 ans. Ni vraiment malade, ni retardé, il souffre du syndrome de Peter Pan, c'est-à-dire du refus de grandir. Ses parents essaient de le mettre dans des situations qui lui serviraient d'électrochoc, mais rien n'y fait. Éjecté de l'école, laissé seul dans la maison de ses parents, il tente de se faire accueillir chez un camarade de classe, mais les parents supportent mal cette demande.
Sur le chemin du retour, il sauve une jeune femme, Claudia, qui se prend d'amitié pour lui, du fait de sa pureté infantile. Quand il en devient enfin amoureux, il la trouve au lit avec un autre, ce qui le fait mûrir très vite, à la surprise de son entourage, et aboutit finalement au mariage.

## Fiche technique
- Titre : Cucciolo[1]
- Scénario : Neri Parenti, Enrico Vanzina, Castellano et Pipolo
- Producteur : Aurelio De Laurentiis
- Photographie : Carlo Tafani
- Montage : Sergio Montanari
- Musique : Bruno Zambrini
- Scénographie : Maria Stilde Ambruzzi
- Durée : 99 min

## Distribution
- Massimo Boldi : Massimo "Mimmo"
- Claudia Koll : Claudia
- Bruno Gambarotta : Amedeo
- Gisella Sofio : Sofia
- Enzo Robutti : professeur de psychologie
- Mirko Setaro : père de Gaetano
- Lunetta Savino : mère de Gaetano
- Mario Bianco : Gaetano
- Maurizio Micheli : gérant trompeur
- Guido Nicheli : habitué de la discothèque
- Cristina D'Avena : elle-même
- Gerry Scotti : lui-même
- Paolo Calissano : ex fiancé de Claudia
- Maurizio Tabani

## Source de la traduction
- (it) Cet article est partiellement ou en totalité issu de l’article de Wikipédia en italien intitulé « Cucciolo (film) » (voir la liste des auteurs).